# You Keep on Moving
Noveno tema del disco Come Taste the Band. 
Este álbum fue el último de la banda inglesa Deep Purple como formación hasta su reunión en 1984.
El tema fue escrito por David Coverdale y Glenn Hughes en 1973, pero Ritchie Blackmore rechazó su inclusión en el álbum Burn.
La composición presenta varios matices: suaves, funk's y pesados. El bajo interpretado por Glenn Hughes comienza el tema, haciendo crecer progresivamente la fuerza de la canción.
Mientras tanto, el teclado de Jon Lord y la guitarra de Tommy Bolin acompañan con acordes el riff principal del bajo.
David Coverdale y Glenn Hughes cantan a dúo, haciendo las líneas bajas y altas de las voces respectivamente.
El tema fue reeditado en varias placas recopilatorias de la banda, transformándose en un clásico. Es parte del setlist del mítico ex Deep Purple, Glenn Hughes, en sus giras solistas.
- Datos: Q3745169